# Goliath (mina)

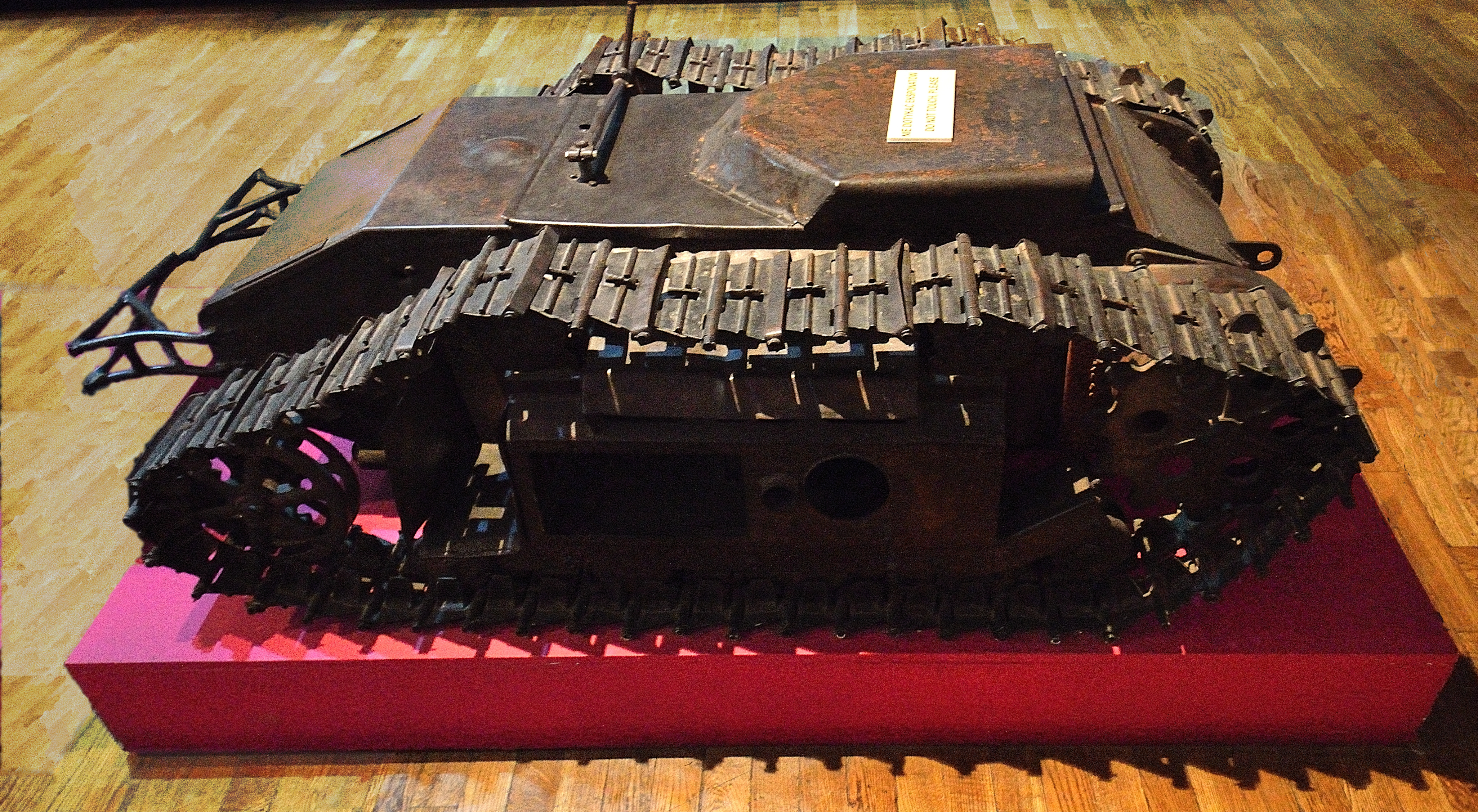
Goliath 303a zdobyty przez powstańców w sierpniu 1944 przy ulicy Sierakowskiej na wystawie w Muzeum Wojska Polskiego w Warszawie

Goliat (niem. Leichter Ladungsträger Sd.Kfz.302, 303, Goliath) – niemiecki lekki nosiciel ładunków wybuchowych, zdalnie sterowana mina samobieżna zdolna do przenoszenia od 75 do 100 kilogramów materiału wybuchowego, stosowana do precyzyjnego niszczenia wrogich umocnień podczas II wojny światowej.

## Historia
W czerwcu 1940, po zajęciu Francji, w ręce Niemców dostał się zatopiony w Sekwanie prototyp miniaturowego pojazdu gąsienicowego dzieła Adolphe’a Kégresse’a. Na jego podstawie w zakładach Borgwarda w Bremie powstała podobna konstrukcja przeznaczona dla Wehrmachtu. W kwietniu 1942 wyprodukowano pierwszych 15 egzemplarzy, a później wykonywano od 100 do 200 pojazdów miesięcznie.

## Opis
Był to lekko opancerzony (przed ogniem karabinowym) pojazd gąsienicowy napędzany silnikiem elektrycznym (SdKfz.302). Późniejsze wersje zostały wyposażone w tańsze i mniej zawodne silniki spalinowe (SdKfz.303). W przedniej części pojazdu znajdował się ładunek wybuchowy, w środkowej napęd, a z tyłu bęben z trójżyłowym kablem telefonicznym, za pomocą którego sterowano pojazdem oraz detonowano go. Na linię walk mina mogła być dostarczona na specjalnym wózku ciągniętym przez żołnierzy.

## Zastosowanie
Goliathy były wykorzystywane przez armię niemiecką dosyć rzadko, między innymi w trakcie oblężenia Sewastopola, w walkach pod Anzio oraz podczas powstania warszawskiego. W dość efektywny sposób użyto ich podczas obrony Wrocławia w 1945. Mała popularność tej broni wynikała z faktu, iż była ona bardzo kosztowna w produkcji, zważywszy na jednorazowe zastosowanie, oraz dość łatwa do unieszkodliwienia poprzez przecięcie kabla ogniem karabinowym, granatem lub bezpośrednio siekierą lub saperką. Stąd wiele tych pojazdów wpadało w ręce wroga lub, z powodu ich unieruchomienia, zostało zniszczonych przez samych Niemców.
W 1945 w magazynach niemieckich było wciąż ponad 2,5 tysiąca sztuk tej broni. W sumie do końca wojny wyprodukowano 2650 goliathów o napędzie elektrycznym i 5079 o napędzie spalinowym.

## Dane techniczne
| Typ                            | „Goliath E“ Sd.Kfz. 302 „Gerät 67“                             | „Goliath V“                                                                | „Goliath V“                                                                |
| Typ                            | „Goliath E“ Sd.Kfz. 302 „Gerät 67“                             | Sd.Kfz. 303a „Gerät 671“                                                   | Sd.Kfz. 303b „Gerät 672“                                                   |
| Dane ogólne                    | Dane ogólne                                                    | Dane ogólne                                                                | Dane ogólne                                                                |
| ------------------------------ | -------------------------------------------------------------- | -------------------------------------------------------------------------- | -------------------------------------------------------------------------- |
| Producent                      | Borgward                                                       | Borgward, Zündapp & Zachertz                                               | Borgward, Zündapp & Zachertz                                               |
| Okres produkcji                | 04.1942 - 01.1944                                              | 04.1943 - 08.1944                                                          | od 11.1944                                                                 |
| Liczba wyprodukowanych         | 2650 sztuk                                                     | 4604 sztuk                                                                 | 325 sztuk                                                                  |
| Cena jednostkowa               | ~3000 RM                                                       | ~1000 RM                                                                   | ~1000 RM                                                                   |
| Dane techniczne                |                                                                |                                                                            |                                                                            |
| Masa                           | 370 kg                                                         | 365 kg                                                                     | 430 kg                                                                     |
| Ładunek wybuchowy              | 60 kg                                                          | 75 kg                                                                      | 100 kg                                                                     |
| Długość / szerokość / wysokość | 1,50 m / 0,85 m / 0,56 m                                       | 1,62 m / 0,84 m / 0,60 m                                                   | 1,63 m / 0,91 m / 0,62 m                                                   |
| Napęd                          | 2 silniki elektryczne o mocy 2,5 kW (Bosch MM/RQL 2500/24 RL2) | 2-cylindrowy silnik dwusuwowy; 703 cm³ / 4500 1/min, 12,5 KM (Zündapp SZ7) | 2-cylindrowy silnik dwusuwowy; 703 cm³ / 4500 1/min, 12,5 KM (Zündapp SZ7) |
| Prędkość                       | 10 km/h                                                        | 10 km/h                                                                    | 11,5 km/h                                                                  |
| Pojemność zbiornika paliwa     | nie dotyczy                                                    | 6 l                                                                        | 6 l                                                                        |
| Zasięg                         | 0,8–1,5 km                                                     | 6–12 km (6–8 km w terenie)                                                 | 6–12 km (6–8 km w terenie)                                                 |
| Prześwit                       | 11,4 cm                                                        | 16 cm                                                                      | 16,8 cm                                                                    |
| Rów                            | 60 cm                                                          | 85 cm                                                                      | 100 cm                                                                     |
| Grubość pancerza (przód)       | 5 mm stalowy                                                   | 10 mm stalowy                                                              | 10 mm stalowy                                                              |

## Galeria

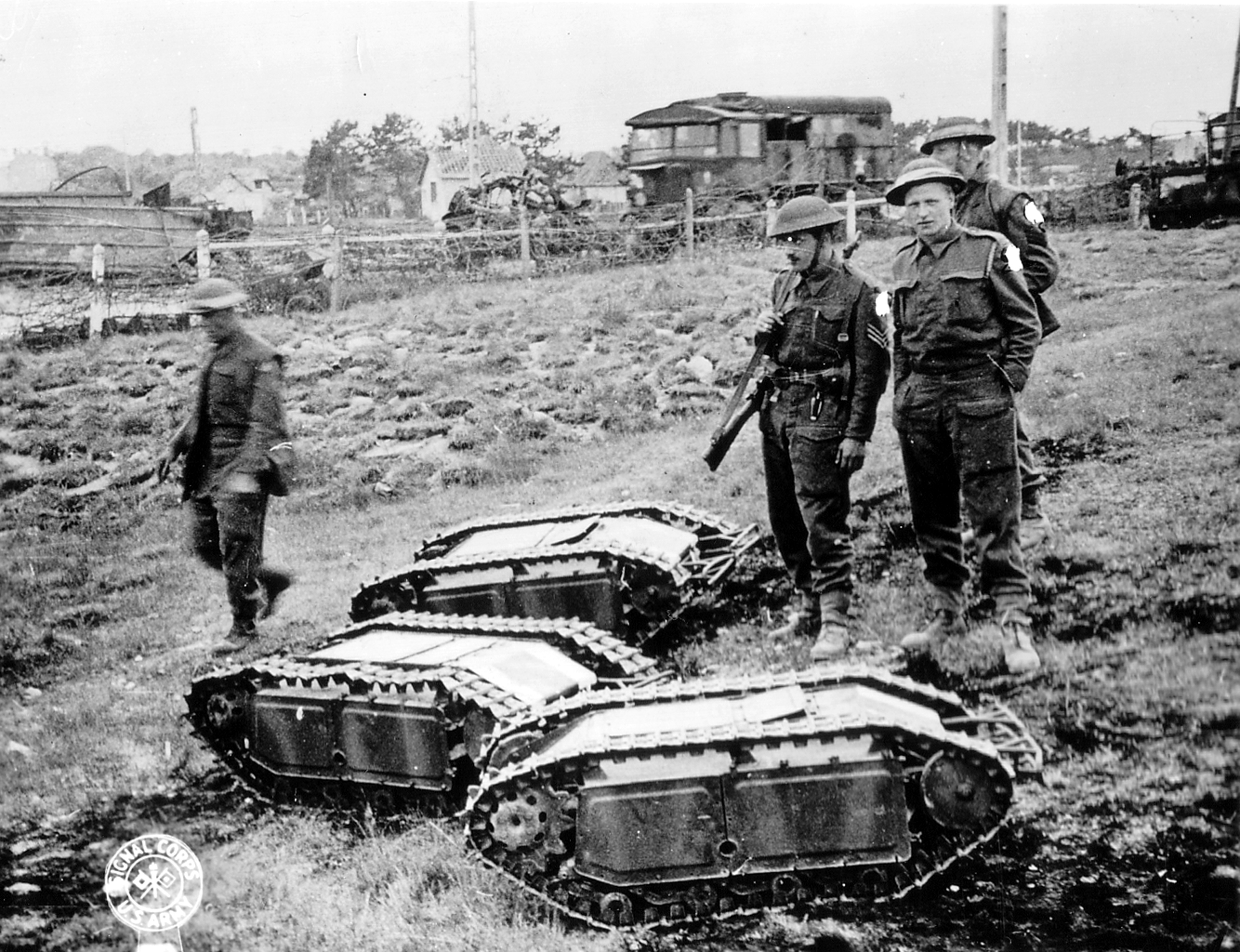
Zdobyte przez aliantów goliathy (Normandia, 1944)
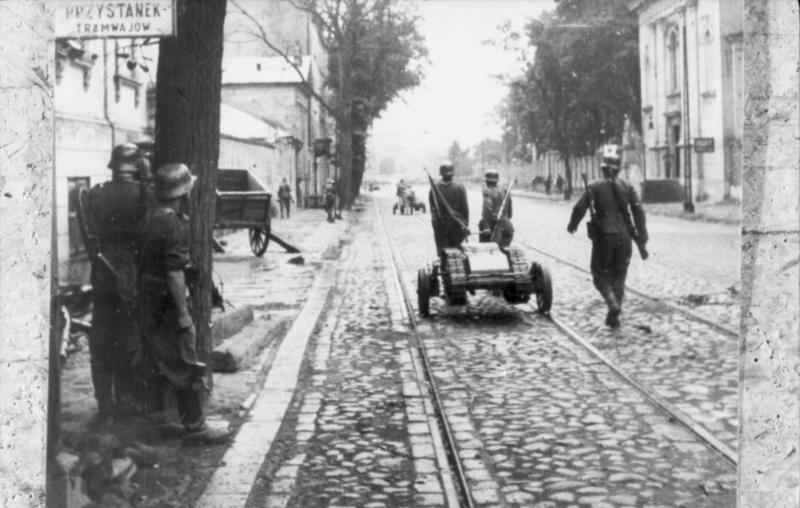
Mina podczas transportu (powstanie warszawskie, sierpień 1944)
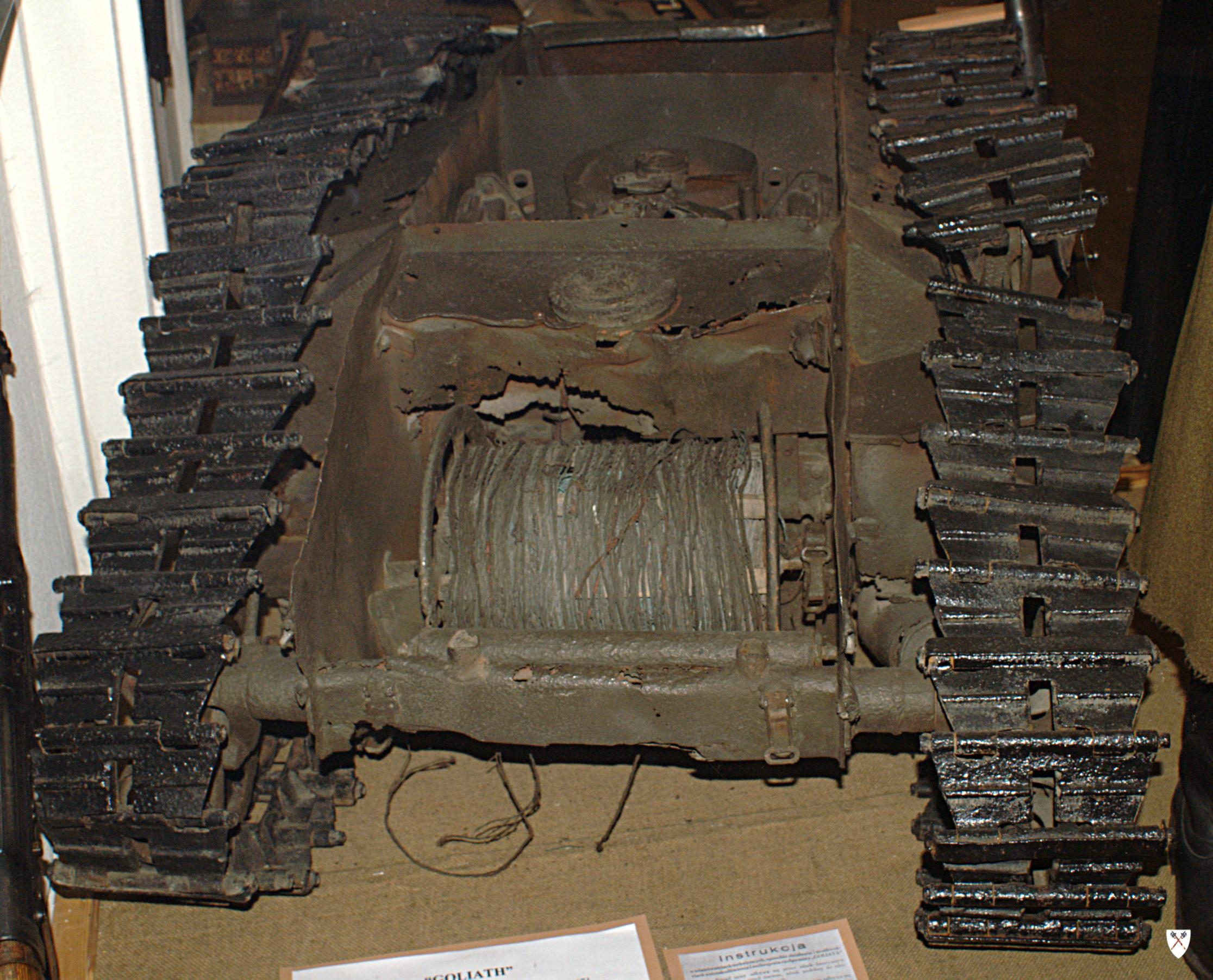
Goliath ze zbiorów Muzeum Wojsk Lądowych
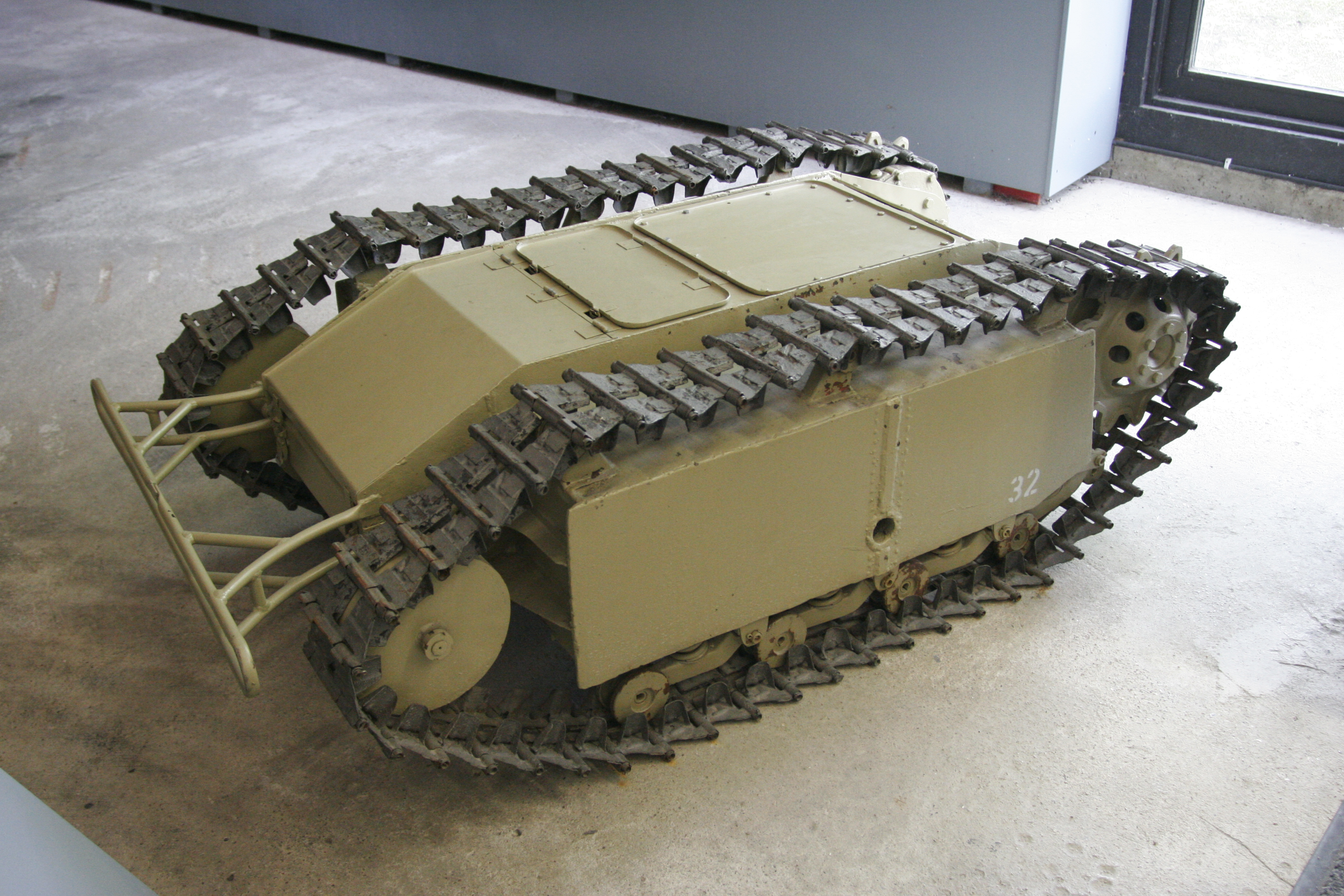
Goliath z silnikiem elektrycznym w Deutsches Panzermuseum